# Jazz-Nekrolog 2009

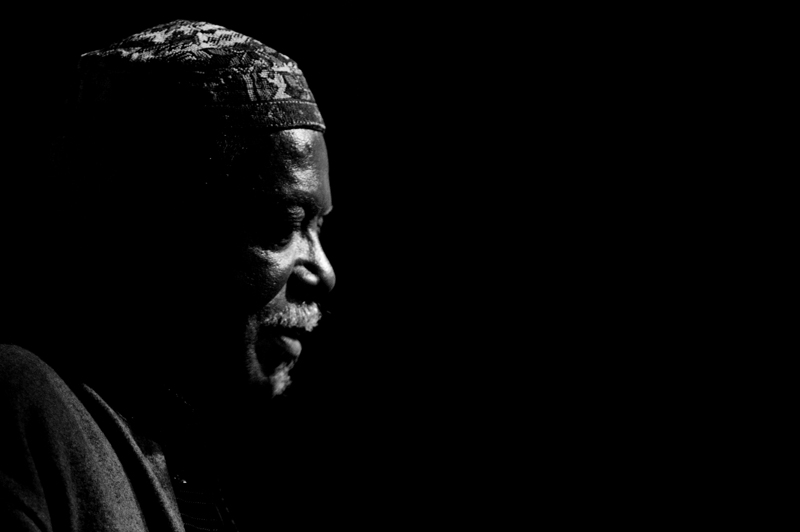
David „Fathead“ Newman
24. Februar 1933 bis 20. Januar 2009

Nekrolog
◄◄
| ◄
| 2005
| 2006
| 2007
| 2008
| 2009 | 2010 | 2011 | 2012 | 2013 | ► | ►►
Weitere Ereignisse | Allgemeiner Nekrolog 2009
Die Beschreibung der verstorbenen Person sollte so kurz wie möglich gehalten sein und nur deren signifikante Tätigkeit(en) enthalten.
Neue Namen ggf. auch unter dem Geburts- und Sterbedatum, also etwa unter 1. Januar und im Geburts- und Sterbejahr (2024) eintragen (nur bei entsprechender großer Wichtigkeit). Für Beispiele siehe die schon vorhandenen Artikel.
Außerdem über die fünf zuletzt Verstorbenen, zu denen es einen ausreichend guten Artikel für eine Präsentation auf der Hauptseite gibt, nach der todesbedingten Überarbeitung der Artikel ggf. auch unter Wikipedia Diskussion:Hauptseite informieren und sie am besten auch in den anderen Wikipedia-Sprachversionen eintragen. Tipp: Regelmäßig bei news.google.de nach „ist tot“, „gestorben“ oder „verstorben“ suchen.
Wenn eine Person gestorben ist, gibt es viele Seiten zu dieser Person in der Wikipedia, die davon auch betroffen sind und entsprechend aktualisiert werden müssen. Beispiele: Namenübersichtsseite, Geburtsjahr, Geburtsort-Seiten und viele mehr.
Wie finde ich die betroffenen Seiten?
Im Suchfeld auf der linken Seite gibt man den Suchbegriff so ein: „Vorname Nachname“. Dann klickt man auf Volltext und alle Seiten mit entsprechendem Suchtext werden aufgerufen. Hier sieht man dann schnell, wo auch das Todesjahr Sinn macht oder sogar ein Teil des Artikels angepasst werden muss. Auch hilft das „Werkzeug“ auf der linken Seite sehr gut, um solche Seiten aufzufinden: „Links auf diese Seite“. Somit ist die Wikipedia wieder aktuell in allen Bereichen! Hinweis: bei Eintragung der Kategorie „Gestorben JAHR“ wird der Missbrauchsfilter 49 ausgelöst, was jedoch nicht schlimm ist. Siehe: Spezial:Missbrauchsfilter/49

## 1. Quartal
| Tag         | Name                     | Herkunft/Beruf                                          | Alter |  |
| ----------- | ------------------------ | ------------------------------------------------------- | ----- |  |
| 1. Januar   | Mike Mancini             | US-amerikanischer Pianist                               | 82    |  |
| 7. Januar   | Alex van Heerden         | südafrikanischer Jazz-Trompeter und Komponist           | 34    |  |
| 8. Januar   | Irving Bush              | US-amerikanischer Trompeter                             | 78    |  |
| 11. Januar  | Konrad Heidkamp          | deutscher Autor                                         | 61    |  |
| 15. Januar  | Leroy Cooper             | US-amerikanischer Baritonsaxophonist                    | 80    |  |
| 16. Januar  | Whitey Mitchell          | US-amerikanischer Bassist und Autor                     | 76    |  |
| 17. Januar  | Günter Hörig             | deutscher Pianist                                       | 81    |  |
| 19. Januar  | Ossi Aalto               | finnischer Schlagzeuger und Orchesterleiter             | 98    |  |
| 20. Januar  | David „Fathead“ Newman   | US-amerikanischer Saxophonist und Flötist               | 75    |  |
| 23. Januar  | Janet Cook               | britische Autorin und Verlegerin                        |       |  |
| 24. Januar  | Leonard Gaskin           | US-amerikanischer Bassist                               | 88    |  |
| 29. Januar  | Hank Crawford            | US-amerikanischer Saxophonist                           | 74    |  |
| 30. Januar  | Nick Jerret              | US-amerikanischer Klarinettist                          | 90    |  |
| 1. Februar  | Władysław Jagiełło       | polnischer Schlagzeuger                                 | 74    |  |
| 3. Februar  | Gary Carney              | US-amerikanischer Posaunist                             | 70    |  |
| 5. Februar  | Fred Rundquist           | schwedisch-US-amerikanischer Gitarrist                  | 91    |  |
| 6. Februar  | David Young              | US-amerikanischer Saxophonist                           | 76    |  |
| 7. Februar  | Blossom Dearie           | US-amerikanische Sängerin                               | 84    |  |
| 9. Februar  | Ole Hanson               | US-amerikanischer Posaunist                             | 76    |  |
| 9. Februar  | Vic Lewis                | britischer Gitarrist, Pianist und Sänger                | 89    |  |
| 9. Februar  | Orlando „Cachaíto“ López | kubanischer Bassist                                     | 76    |  |
| 12. Februar | Mat Mathews              | niederländischer Akkordeonist                           | 84    |  |
| 12. Februar | Gerry Niewood            | US-amerikanischer Flötist, Klarinettist und Saxophonist | 65    |  |
| 14. Februar | Louie Bellson            | US-amerikanischer Schlagzeuger und Komponist            | 84    |  |
| 14. Februar | Verner Bramsen           | dänischer Banjoist                                      | 65    |  |
| 15. Februar | Joe Kuba                 | amerikanisch-kubanischer Perkussionist                  | 78    |  |
| 17. Februar | Tony Bauwens             | belgischer Pianist                                      | 72    |  |
| 18. Februar | Snooks Eaglin            | US-amerikanischer Gitarrist und Sänger                  | 73    |  |
| 20. Februar | Fats Sadi                | belgischer Schlagzeuger, Vibraphonist und Komponist     | 81    |  |
| 23. Februar | Agustin Caraballoso      | kubanischer Trompeter                                   | ≈80   |  |
| 24. Februar | Lyman Woodard            | US-amerikanischer Organist                              | 66    |  |
| 25. Februar | Ian Carr                 | britischer Fusion-Musiker, Jazz-Trompeter und Jazzautor | 75    |  |
| 25. Februar | Freddie Rundquist        | schwedischer Gitarrist                                  | 91    |  |
| 25. Februar | Lyman Woodard            | US-amerikanischer Organist                              | 66    |  |
| 26. Februar | Leppe Sundevall          | schwedischer Trompeter                                  | 82    |  |
| 1. März     | Muriel Havenstein        | US-amerikanische Pianistin                              | 85    |  |
| 1. März     | Tony Osborne             | britischer Arrangeur, Komponist und Orchesterleiter     | 86    |  |
| 11. März    | Lars Erstrand            | schwedischer Vibraphonist                               | 72    |  |
| 18. März    | Eddie Bo                 | US-amerikanischer Pianist                               | 78    |  |
| 10. März    | Ralph Mercado            | US-amerikanischer Impresario                            | 67    |  |
| 21. März    | Ted Jarrett              | US-amerikanischer Musikproduzent                        | 83    |  |
| 20. März    | Mel Brown                | US-amerikanischer Gitarrist                             | 69    |  |
| 23. März    | ole Brask                | dänischer Fotograf                                      | 73    |  |
| 24. März    | Manny Oquendo            | kubanischer Bandleader und Schlagzeuger                 | 78    |  |
| 29. März    | Mickey Scrima            | US-amerikanischer Perkussionist und Schlagzeuger        | 93    |  |
| 30. März    | Jean Claude Fohrenbach   | französischer Saxophonist                               | 84    |  |
| 31. März    | Beppe Quirici            | italienischer Gitarrist und Produzent                   | 55    |  |

## 2. Quartal
| Tag       | Name                      | Herkunft/Beruf                                          | Alter |       |
| --------- | ------------------------- | ------------------------------------------------------- | ----- | ----- |
| 2. April  | Bud Shank                 | US-amerikanischer Flötist und Saxophonist               | 82    |       |
| 3. April  | Charlie Kennedy           | US-amerikanischer Saxophonist                           | 81    |       |
| 4. April  | Jack Fragomeni            | US-amerikanischer Gitarrist                             | 57    |       |
| 4. April  | Parry Knudsen             | dänischer Trompeter                                     | 78    |       |
| 5. April  | Jan „Tollarparn“ Eriksson | schwedischer Pianist                                    | 68    |       |
| 5. April  | Gérard Hébert             | kanadischer Pianist                                     |       |       |
| 8. April  | Herbie Lovelle            | US-amerikanischer Schlagzeuger                          | 84    | [ 1 ] |
| 12. April | Zeke Zarchy               | US-amerikanischer Trompeter                             | 93    |       |
| 13. April | Pee Wee Moore             | US-amerikanischer Saxophonist                           | 81    |       |
| 13. April | Ron Stallings             | US-amerikanischer Saxophonist                           | 61    |       |
| 17. April | Carmen Leggio             | US-amerikanischer Saxophonist                           | 81    |       |
| 22. April | Hans Otto Jung            | deutscher Bassist und Pianist                           | 88    |       |
| 23. April | Mike Serpas               | US-amerikanischer Trompeter                             | 77    |       |
| 27. April | Gugge Hedrenius           | schwedischer Pianist, Bandleader und Komponist          | 69    |       |
| 28. April | David Hill Phelps         | US-amerikanischer Pianist                               | 72    |       |
| 29. April | Marl Young                | US-amerikanischer Pianist                               | 92    |       |
| 3. Mai    | Alfred Appel Jr.          | US-amerikanischer Musikkritiker                         | 75    |       |
| 5. Mai    | Michał Zduniak            | polnischer Schlagzeuger                                 | 55    |       |
| 10. Mai   | Julie Coryell             | US-amerikanische Sängerin                               | 61    |       |
| 14. Mai   | Buddy Montgomery          | US-amerikanischer Pianist und Vibraphonist              | 79    |       |
| 15. Mai   | Olof Grafström            | schwedischer Kornettist und Pianist                     | 82    |       |
| 15. Mai   | Wayman Tisdale            | US-amerikanischer Bassgitarrist und Basketballspieler   | 44    |       |
| 16. Mai   | Randy Purcell             | US-amerikanischer Posaunist                             | 62    |       |
| 16. Mai   | Jiří Urbánek              | tschechischer Musiker und Bandleader                    | 65    |       |
| 17. Mai   | Vicki Alexander           | US-amerikanische Baritonsaxophonistin                   | 55    |       |
| 17. Mai   | Werner „Josh“ Sellborn    | deutscher Musikwissenschaftler und Impresario           | 79    |       |
| 19. Mai   | Butch Stone               | US-amerikanische Saxophonist, Sänger und Bandleader     | 94    |       |
| 21. Mai   | Uli Trepte                | deutscher Komponist                                     | 67    |       |
| 25. Mai   | Charly Höllering          | deutscher Klarinettist                                  | 65    |       |
| 2. Juni   | Billy VerPlanck           | US-amerikanischer Posaunist und Arrangeur               | 79    |       |
| 3. Juni   | Sam Butera                | US-amerikanischer Saxophonist und Arrangeur             | 81    |       |
| 7. Juni   | Hugh Hopper               | britischer Bassist und Komponist                        | 64    | [ 2 ] |
| 7. Juni   | Kenny Rankin              | US-amerikanischer Sänger                                | 69    |       |
| 8. Juni   | Dickie Harris             | US-amerikanischer Posaunist                             | 90    |       |
| 10. Juni  | Huey Long                 | US-amerikanischer Gitarrist, Sänger und Arrangeur       | 105   |       |
| 10. Juni  | Jack Nimitz               | US-amerikanischer Flötist, Klarinettist und Saxophonist | 79    |       |
| 11. Juni  | Jarmo Savolainen          | finnischer Pianist                                      | 48    |       |
| 16. Juni  | Frank Hernández "El Pavo" | venezolanischer Schlagzeuger und Perkussionist          | 74    |       |
| 16. Juni  | Charlie Mariano           | US-amerikanischer Saxophonist                           | 85    |       |
| 16. Juni  | Tina Marsh                | US-amerikanische Sängerin und Komponistin               | 55    |       |
| 17. Juni  | Werner Baumgart           | deutscher Saxophonist                                   | 82    |       |
| 20. Juni  | Joel Helleny              | US-amerikanischer Posaunist                             | 52    |       |
| 22. Juni  | Eddie Preston             | US-amerikanischer Trompeter                             | 80    |       |
| 22. Juni  | Steve Race                | britischer Fernseh- und Rundfunkmoderator               | 88    |       |
| 23. Juni  | Dickie Hawdon             | britischer Musiker, Arrangeur und Musikpädagoge         | 81    |       |
| 26. Juni  | Charles Leighton          | US-amerikanischer Mundharmonikaspieler und Toningenieur | 88    |       |

## 3. Quartal
| Tag           | Name             | Herkunft/Beruf                                          | Alter |  |
| ------------- | ---------------- | ------------------------------------------------------- | ----- |  |
| 4. Juli       | Dee Dee Bellson  | US-amerikanische Sängerin                               | 49    |  |
| 4. Juli       | Jim Chapin       | US-amerikanischer Schlagzeuger und Musikpädagoge        | 89    |  |
| 8. Juli       | Shep Meyers      | US-amerikanischer Pianist und Arrangeur                 | 72    |  |
| 8. Juli       | Bobby Pring      | US-amerikanischer Posaunist                             |       |  |
| 9. Juli       | Len Dobbin       | kanadischer Autor, Fotograf und Rundfunkmoderator       | 74    |  |
| 15. Juli      | Ole Jørgensen    | dänischer Schlagzeuger                                  | 75    |  |
| 16. Juli      | Earma Thompson   | US-amerikanische Pianistin                              | 86    |  |
| 22. Juli      | Claude Sommier   | französischer Pianist und Komponist                     | ≈57   |  |
| 22. Juli      | Bob Thulman      | US-amerikanischer Saxophonist                           | ≈79   |  |
| 22. Juli      | Teddy Washington | US-amerikanischer Trompeter                             | 78    |  |
| 27. Juli      | George Russell   | US-amerikanischer Pianist und Komponist                 | 86    |  |
| 3. August     | Lothar Scharf    | deutscher Schlagzeuger                                  | 67    |  |
| 9. August     | Johnny Porrazzo  | US-amerikanischer Gitarrist                             | 94    |  |
| 11. August    | Aubrey Simani    | südafrikanische Saxophonistin                           | 59    |  |
| 11. August    | Kitty White      | US-amerikanische Sängerin                               | 86    |  |
| 12. August    | Rashied Ali      | US-amerikanischer Schlagzeuger                          | 76    |  |
| 13. August    | Les Paul         | US-amerikanischer Gitarrist                             | 94    |  |
| 13. August    | Jackie Tracey    | britische Musikagentin, Ehefrau von Stan Tracey         | 80    |  |
| 14. August    | Lawrence Lucie   | US-amerikanischer Gitarrist                             | 101   |  |
| 17. August    | Gianni Basso     | italienischer Klarinettist, Saxophonist und Komponist   | 78    |  |
| 22. August    | David Wilczewski | US-amerikanischer Saxophonist                           | 57    |  |
| 24. August    | Ray Beckenstein  | US-amerikanischer Holzbläser                            | 86    |  |
| 24. August    | Joe Maneri       | US-amerikanischer Klarinettist, Pianist und Saxophonist |       |  |
| 29. August    | Chris Connor     | US-amerikanische Sängerin                               | 81    |  |
| 31. August    | Eddie Higgins    | US-amerikanischer Pianist                               | 77    |  |
| 1. September  | Ed Metz, Sr.     | US-amerikanischer Pianist                               | 74    |  |
| 1. September  | Per Nyhaug       | norwegischer Schlagzeuger und Vibraphonist              | 83    |  |
| 1. September  | Viktor Plasil    | österreichischer Schlagzeuger                           | 82    |  |
| 7. September  | Eddie Locke      | US-amerikanischer Schlagzeuger                          | 79    |  |
| 8. September  | Luther Thomas    | US-amerikanischer Saxophonist                           | 59    |  |
| 10. September | Juanita Brooks   | US-amerikanische Sängerin                               | 83    |  |
| 10. September | Seamus O’Brien   | britischer Pianist                                      | 80    |  |
| 11. September | Ramiro Musotto   | argentinischer Perkussionist                            | 45    |  |
| 14. September | Jerry van Rooyen | niederländischer Trompeter und Komponist                | 80    |  |
| 15. September | Nunzio Rotondo   | italienischer Trompeter                                 | 84    |  |
| 24. September | William Fielder  | US-amerikanischer Trompeter und Hochschullehrer         | 71    |  |
| 27. September | Freddie McCoy    | US-amerikanischer Vibraphonist                          | 76    |  |
| 28. September | Norris Jones     | US-amerikanischer Bassist                               | 69    |  |

## 4. Quartal
| Tag          | Name                  | Herkunft/Beruf                                            | Alter |       |
| ------------ | --------------------- | --------------------------------------------------------- | ----- | ----- |
| 2. Oktober   | Dieter Seelow         | deutscher Flötist und Saxophonist                         | 69    |       |
| 6. Oktober   | Raymond Federman      | US-amerikanischer Autor                                   | 81    |       |
| 6. Oktober   | Bruce Grant           | US-amerikanisch-französischer Saxophonist, Flötist        | 59    |       |
| 8. Oktober   | Abu Talib             | US-amerikanischer Musiker                                 | 70    |       |
| 9. Oktober   | Ralf Sirén            | finnischer Toningenieur                                   | 62    |       |
| 10. Oktober  | Sonny Bradshaw        | britischer Trompeter und Bandleader                       | 83    |       |
| 12. Oktober  | Winston Mankunku      | südafrikanischer Saxophonist                              | 66    |       |
| 13. Oktober  | Ted Williams          | US-amerikanischer Fotograf                                | 84    |       |
| 14. Oktober  | Artie Fields          | US-amerikanischer Trompeter, Schriftsteller und Produzent | 87    |       |
| 15. Oktober  | Wilbert Fletcher      | US-amerikanischer Schlagzeuger                            | 54    |       |
| 16. Oktober  | José Cando            | französischer Klarinettist                                | 82    |       |
| 19. Oktober  | Paul Lagos            | US-amerikanischer Schlagzeuger                            |       |       |
| 21. Oktober  | Clinton Ford          | britischer Sänger                                         | 77    |       |
| 21. Oktober  | Sirone                | US-amerikanischer Bassist, Posaunist, Komponist           | 69    |       |
| 25. Oktober  | Kenneth Fisher        | US-amerikanischer Saxophonist                             |       |       |
| 27. Oktober  | Roy DeCarava          | US-amerikanischer Fotograf                                | 89    |       |
| 27. Oktober  | Stacy Rowles          | US-amerikanische Sängerin, Trompeterin                    | 54    |       |
| 4. November  | Art D’Lugoff          | US-amerikanischer Clubbesitzer (The Village Gate)         | 85    |       |
| 5. November  | Matti Oiling          | finnischer Schlagzeuger                                   | 66    |       |
| 6. November  | Kjell Bartholdsen     | norwegischer Saxophonist                                  | 72    | [ 3 ] |
| 8. November  | Malcolm Laycock       | britischer Rundfunkmoderator                              | 73    |       |
| 10. November | Dick Katz             | US-amerikanischer Pianist und Komponist                   | 85    |       |
| 14. November | Ambrose Jackson       | US-amerikanischer Trompeter und Komponist                 | 69    |       |
| 15. November | Morris Nanton         | US-amerikanischer Pianist                                 | 80    |       |
| 15. November | Edwin „Rocky“ Wynder  | US-amerikanischer Saxophonist                             | 81    |       |
| 16. November | Kjell Bartholdsen     | norwegischer Saxophonist                                  | 71    |       |
| 16. November | Jeff Clyne            | britischer Bassist und Komponist                          | 72    |       |
| 18. November | Sam (Leroy) Parkins   | US-amerikanischer Klarinettist                            | 83    |       |
| 20. November | Opal Mann             | US-amerikanischer Pianist                                 | 84    |       |
| 21. November | Gerhard Aspheim       | norwegischer Posaunist                                    | 79    |       |
| 23. November | Robert Degen          | US-amerikanischer Gitarrist, Banjospieler und Komponist   | 104   |       |
| 26. November | Pia Beck              | niederländische Pianistin und Sängerin                    | 84    |       |
| 27. November | Al Alberts            | US-amerikanischer Sänger (The Four Aces)                  | 87    |       |
| 29. November | John Storm Roberts    | US-amerikanischer Musikwissenschaftler                    | 73    |       |
| 1. Dezember  | Willie „Face“ Smith   | US-amerikanischer Saxophonist und Arrangeur               | ≈83   |       |
| 1. Dezember  | Donald Washington     | US-amerikanischer Saxophonist                             | 79    |       |
| 3. Dezember  | Torrie Zito           | US-amerikanischer Pianist und Komponist                   | 76    |       |
| 4. Dezember  | Paul Bryant           | US-amerikanischer Schauspieler, Organist und Pianist      | 76    |       |
| 8. Dezember  | Charlie Banacos       | US-amerikanischer Pianist und Musikpädagoge               | 63    |       |
| 8. Dezember  | Luis „El Terror“ Días | dominikanischer Rock- und Jazzmusiker                     | 57    |       |
| 8. Dezember  | Bob Willoughby        | US-amerikanischer Fotograf                                | 82    |       |
| 10. Dezember | Pete Terrana          | US-amerikanischer Pianist                                 | 79    |       |
| 13. Dezember | Yvonne Burch          | US-amerikanische Sängerin                                 | 89    |       |
| 13. Dezember | Joe Castro            | US-amerikanischer Pianist                                 | 82    |       |
| 14. Dezember | Franz Thon            | deutscher Bandleader                                      | 99    |       |
| 16. Dezember | Terry Pollard         | US-amerikanische Vibraphonistin und Pianistin             | 78    |       |
| 19. Dezember | Bill Betzler          | kanadischer Schlagzeuger                                  | 87    |       |
| 21. Dezember | Pete King             | britischer Saxophonist                                    | 80    |       |
| 25. Dezember | Hal Malcolm           | US-amerikanischer Sänger                                  | 83    |       |
| 25. Dezember | Ed Beach              | US-amerikanischer Rundfunkmoderator                       | 86    |       |
| 25. Dezember | Rusty Dedrick         | US-amerikanischer Trompeter und Komponist                 | 91    |       |
| 26. Dezember | Consuela Lee          | US-amerikanische Pianistin                                | 83    |       |
| 29. Dezember | Jimmy Takeuchi        | japanischer Schlagzeuger                                  | 79    |       |